# Danièle Delorme
Pour les articles homonymes, voir Delorme et Girard.
Gabrielle Girard, dite Danièle Delorme, est une actrice et productrice de cinéma française, née le 9 octobre 1926 à Levallois-Perret et morte le 18 octobre 2015 à Paris 6e.

## Biographie
Danièle Delorme est la fille du peintre et affichiste André Girard et d'Andrée Jouan. Elle fait des études de piano pour devenir concertiste mais la guerre l'oblige à les interrompre.
Pendant la période de l'Occupation, sa mère est déportée à Ravensbrück, dont elle sera libérée en avril 1945, tandis que son père est parti à Londres, puis à New York. Engagée dans la Résistance, elle se réfugie à Moncrabeau où elle devient commis-épicière, puis à Cannes, où elle suit les cours de théâtre de Jean Wall puis elle débute dans la compagnie théâtrale de Claude Dauphin. Marc Allégret l'engage dans trois films successifs : Félicie Nanteuil et La Belle Aventure, tournés en 1942, puis Les Petites du quai aux fleurs en 1944,. C'est Bernard Blier qui lui trouve son pseudonyme de Delorme.
Après-guerre, elle se perfectionne avec Tania Balachova et René Simon. Son interprétation de Gigi d'après Colette en 1949 lui apporte la renommée et, sur cette lancée, elle tourne de nombreux films où sa grâce, sa pudeur et son engagement dans des rôles d'héroïne fragile, souvent marquée par le destin, font impression. Dans les années 1950 et 1960, elle joue au théâtre les grands auteurs tels qu'Ibsen, Jean Anouilh, Paul Claudel, Pirandello.

Dès le début des années 1950, Danièle Delorme devient vedette du grand écran et du théâtre.

En 1960, elle signe le Manifeste des 121, déclaration sur le « droit à l'insoumission » dans le contexte de la guerre d'Algérie.
Après un rôle à contre-emploi de femme machiavélique dans Voici le temps des assassins de Julien Duvivier, elle prend au début des années 1960 quelque distance avec son métier d'actrice pour faire de la production. On la revoit dans les films d'Yves Robert dans les années 1970 et elle incarne en 1980, pour la télévision, Colette dans La Naissance du jour de Jacques Demy. En 1982, elle crée la collection vidéo Témoins, biographies de personnalités contemporaines.
Elle a été mariée à Daniel Gélin de 1945 à 1955, mariage dont est issu Xavier Gélin (1946-1999). Elle épouse ensuite Yves Robert en 1956 ; ils resteront ensemble jusqu'à la mort de celui-ci. Ils ont fondé la maison de production La Guéville, qui a notamment produit La Guerre des boutons et Alexandre le bienheureux. Elle vivait avec Yves Robert au moulin de la Guéville à Saint-Hilarion (Yvelines).
Danièle Delorme a été présidente de la commission d'avance sur recettes du Centre national de la cinématographie (CNC) en 1980 et 1981. En 1981, elle devient co-directrice, avec Marie Dabadie, de la société de production Témoins. Elle produit notamment le seul documentaire consacré à l'écrivain Jean Genet (par Antoine Bourseiller), trois sur le poète Philippe Soupault (par Bertrand Tavernier) ainsi qu'un autre sur les coulisses de la libération de Nelson Mandela.
Elle a aussi été présidente du jury de la Caméra d'or au Festival de Cannes 1988. La même année, elle fait partie de la commission des sages qui propose la création du Conseil supérieur de l'audiovisuel (CSA) en remplacement de la Commission nationale de la communication et des libertés (CNCL).

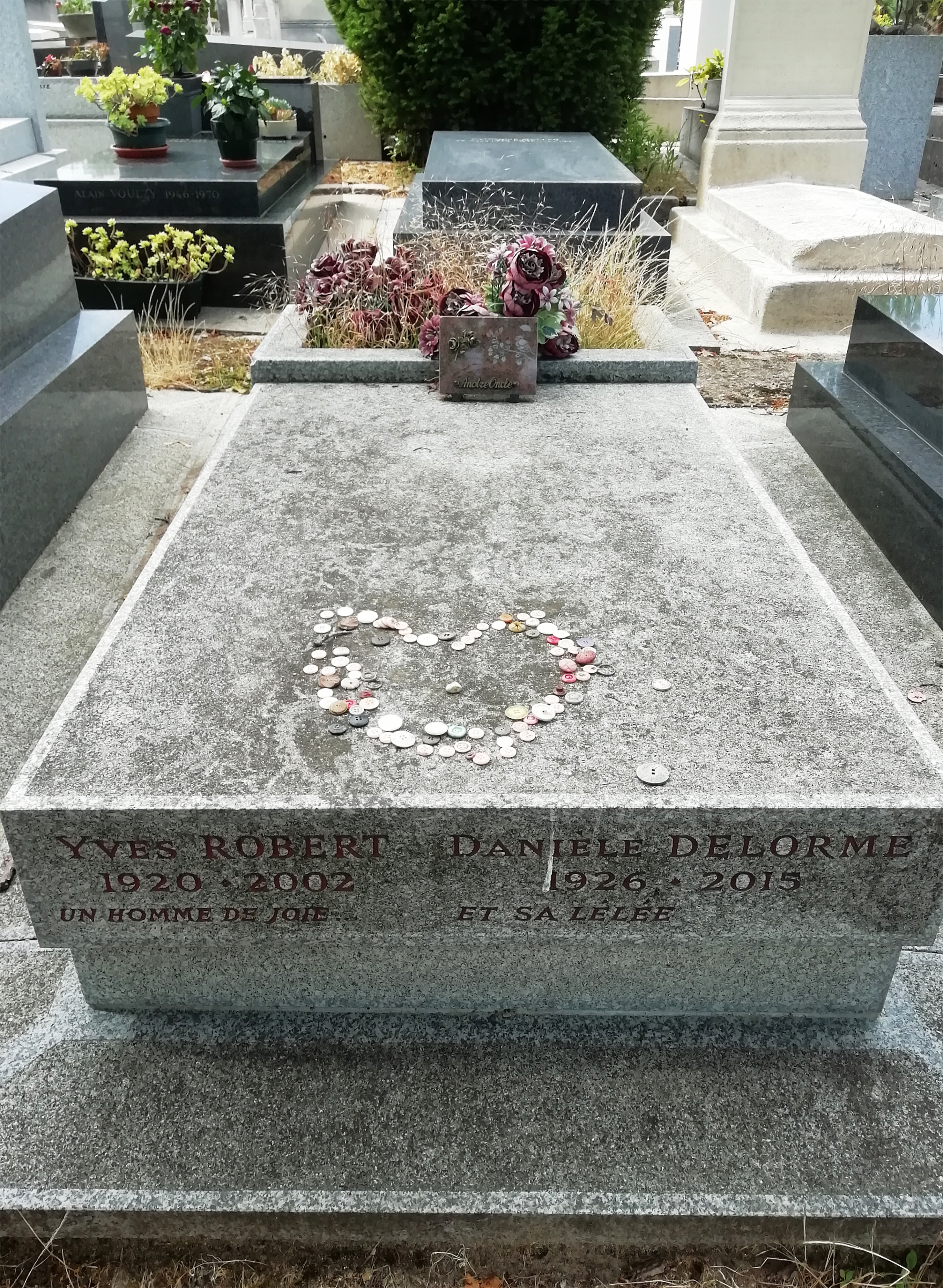
Tombe de Danièle Delorme et d'Yves Robert au cimetière du Montparnasse (division 9).

Elle est nommée en 1984, par le président de la République François Mitterrand, membre du Conseil économique, social et environnemental où elle siège jusqu'en 1994. Elle y produit, en 1985, un rapport sur la création française dans les programmes audiovisuels, et un autre, en 1991 sur l'éveil artistique des jeunes en France et en Europe.

### Mort
Danièle Delorme meurt le 18 octobre 2015 à Paris à l'âge de 89 ans, des suites d'une longue maladie. Ses obsèques ont eu lieu le 23 octobre en l'église de Saint-Germain-des-Prés à Paris VIe, en présence de nombreuses personnalités du cinéma, du théâtre et de la télévision.
Son ouvrage Demain, tout commence, publié en 2008, est à l'origine du titre du film homonyme réalisé par son petit-fils Hugo Gélin et sorti au cinéma en 2016.
Elle est inhumée auprès de son dernier compagnon Yves Robert, au cimetière du Montparnasse (division 9).

### Distinction
- Janvier 2009 : commandeur dans l'ordre des Arts et des Lettres[12]

## Filmographie

### Cinéma
- 1942 : La Belle Aventure de Marc Allégret : Monique
- 1944 : Les Petites du quai aux fleurs de Marc Allégret : Bérénice
- 1945 : Félicie Nanteuil de Marc Allégret : la camarade de Félicie, réalisé en 1942, son premier rôle au cinéma
- 1946 : Les J3 de Roger Richebé
- 1946 : Lunegarde de Marc Allégret
- 1946 : Le Capitan de Robert Vernay
- 1947 : Les jeux sont faits de Jean Delannoy : la jeune noyée (non créditée)
- 1948 : Impasse des Deux-Anges de Maurice Tourneur : Anne-Marie
- 1948 : Croisière pour l'inconnu de Pierre Montazel
- 1949 : La Cage aux filles de Maurice Cloche : Micheline
- 1949 : Gigi de Jacqueline Audry : Gigi
- 1950 : Rendez-vous avec la chance d'Emil-Edwin Reinert : Michèle
- 1950 : Miquette et sa mère d'Henri-Georges Clouzot : Miquette Grandier
- 1950 : Minne, l'ingénue libertine de Jacqueline Audry : Minne
- 1950 : Souvenirs perdus, film à sketches de Christian-Jaque, épisode Une cravate de fourrure : Danièle
- 1950 : Agnès de rien de Pierre Billon : Agnès de Chaligny
- 1951 : Olivia de Jacqueline Audry : Béatrice
- 1951 : Sans laisser d'adresse de Jean-Paul Le Chanois : Thérèse Ravenaz
- 1951 : Traité de bave et d'éternité d'Isidore Isou : elle-même
- 1952 : Les Dents longues de Daniel Gélin : Éva Commandeur
- 1952 : La Jeune Folle d'Yves Allégret : Catherine
- 1953 : Femmes de Paris de Jean Boyer : elle-même
- 1953 : Le Guérisseur d'Yves Ciampi : Isabelle Dancey
- 1953 : Si Versailles m'était conté…... de Sacha Guitry : Louison Chabray
- 1954 : Quelques pas dans la vie (Tempi Nostri) d'Alessandro Blasetti et Paul Paviot : Mara
- 1954 : La Maison du souvenir (Casa Ricordi) de Carmine Gallone : Maria
- 1954 : Huis clos de Jacqueline Audry : Florence, l'amie d'Inès
- 1955 : Le Dossier noir d'André Cayatte : Yvonne Dutroit
- 1956 : Mitsou de Jacqueline Audry : Mitsou
- 1956 : Voici le temps des assassins de Julien Duvivier : Catherine
- 1958 : Ô saisons, ô châteaux, court métrage d'Agnès Varda : voix du commentaire
- 1958 : Prisons de femmes de Maurice Cloche : Alice
- 1958 : Chaque jour a son secret de Claude Boissol : Olga Lezcano
- 1958 : Les Misérables de Jean-Paul Le Chanois : Fantine
- 1958 : Ni vu, ni connu d'Yves Robert : elle-même (caméo)
- 1961 : Le Septième Juré de Georges Lautner : Geneviève Duval
- 1962 : Cléo de 5 à 7 d'Agnès Varda : la vendeuse de fleurs
- 1962 : Le Pèlerinage, court métrage de Jean L'Hôte
- 1966 : Marie Soleil d'Antoine Bourseiller : Marie-Soleil
- 1967 : Le Roi du Luxembourg, court métrage de Daniel Leveugle
- 1970 : Hoa-Binh de Raoul Coutard : une infirmière française
- 1970 : Le Voyou de Claude Lelouch : Janine, la femme qui planque Simon
- 1971 : Des Christs par milliers : Danièle
- 1972 : Absences répétées de Guy Gilles : la mère de François
- 1973 : Belle d'André Delvaux : Jeanne
- 1974 : Trauma (de) de Karl Heinz Zeitler (de) (sous le nom de « Douglas Fithian ») : Lilian
- 1976 : Un éléphant ça trompe énormément d'Yves Robert : Marthe Dorsay
- 1977 : Nous irons tous au paradis d'Yves Robert : Marthe Dorsay
- 1977 : La Barricade du Point-du-Jour de René Richon : la générale Eudes
- 1982 : Qu'est-ce qui fait courir David ? d'Élie Chouraqui : Georges
- 1982 : La Côte d'amour de Charlotte Dubreuil : Helle Waver
- 1985 : Novembermond d'Alexandra von Grote : la mère de Ferial
- 1990 : Bal perdu de Daniel Benoin : Maryse de Belloise
- 1992 : Les Eaux dormantes de Jacques Tréfouël : Mme de Lespinière
- 1995 : Sortez des rangs de Jean-Denis Robert : Madame Germaine
- 2001 : La Vie sans secret de Walter Nions d'Hugo Gélin : la fleuriste

### Télévision
- 1954 : Maison de poupée, téléfilm de Claude Loursais
- 1955 : Tu ne m'échapperas jamais, téléfilm de Marcel Bluwal
- 1970 : À corps perdu, téléfilm d'Abder Isker : Lydia Deflandre
- 1973 : Le Cauchemar de l'aube, téléfilm d'Abder Isker : Mme Naublin
- 1979 : Une femme dans la ville, téléfilm de Joannick Desclers : Juliette Beauchamps
- 1980 : La Naissance du jour, téléfilm de Jacques Demy : Colette
- 1988 : L'Affaire Saint-Romans, téléfilm de Michel Wyn : Marguerite Lallier
- 1990 : L'Ami Giono: Le déserteur, téléfilm de Gérard Mordillat : la mère d'Alex
- 1991 : La Grande Dune, téléfilm de Bernard Stora : Blanche
- 1992 : Vacances au purgatoire, téléfilm de Marc Simenon
- 1994-1999 : Madame le Proviseur, série télévisée : Valentine Rougon

### Productrice
(Liste non exhaustive)
- 1961 : La Guerre des boutons d'Yves Robert
- 1963 : Bébert et l'Omnibus d'Yves Robert
- 1965 : Les Copains d'Yves Robert
- 1968 : Alexandre le bienheureux d'Yves Robert
- 1976 : Le Plein de super d'Alain Cavalier
- 1979 : La Femme qui pleure de Jacques Doillon
- 1979 : La Drôlesse de Jacques Doillon
- 1979 : Martin et Léa d'Alain Cavalier
- 1981 : Un étrange voyage d'Alain Cavalier
- 1981 : La Fille prodigue de Jacques Doillon
- 1982 : Qu'est-ce qui fait courir David ? d'Élie Chouraqui
- 1985 : Lune de novembre (Novembermond) d'Alexandra Von Grote
- 1988 : Fréquence meurtre d'Élisabeth Rappeneau
- 1996 : Sortez des rangs de Jean-Denis Robert
- 2002 : À l'abri des regards indiscrets de Ruben Alves et Hugo Gélin
- 2007 : U.V. de Gilles Paquet-Brenner
- 2012 : Comme des frères d'Hugo Gélin
- 2013 : La Cage Dorée de Ruben Alves

## Théâtre
- 1946 : Bonne Chance Denis de Michel Duran, mise en scène Raymond Rouleau, Théâtre de l'Œuvre
- 1947 : Virage dangereux de John Boynton Priestley, mise en scène Raymond Rouleau, Théâtre de Paris
- 1948 : Mademoiselle de et mise en scène Jacques Deval, Théâtre Saint-Georges
- 1949 : Le Sourire de la Joconde d'Aldous Huxley, mise en scène Raymond Rouleau, Théâtre de l'Œuvre
- 1951 : Colombe de Jean Anouilh, mise en scène André Barsacq, Théâtre de l'Atelier
- 1952 : La Maison de poupée d'Henrik Ibsen, mise en scène Jean Mercure, Comédie Caumartin
- 1954 : Colombe de Jean Anouilh, mise en scène André Barsacq, Théâtre des Célestins, Théâtre de l'Atelier
- 1955 : Histoire de rire d'Armand Salacrou, mise en scène Jean Meyer, Théâtre Saint-Georges
- 1957 : Histoire de rire d'Armand Salacrou, mise en scène Jean Meyer, Théâtre des Célestins
- 1958 : La Bagatelle de Marcel Achard, mise en scène Jean Meyer, Théâtre des Bouffes-Parisiens
- 1959 : La Bagatelle de Marcel Achard, mise en scène Jean Meyer, Théâtre des Célestins
- 1960 : Histoire de rire d'Armand Salacrou, mise en scène Jean Meyer, Théâtre de la Madeleine
- 1960 : Comme tu me veux de Luigi Pirandello, mise en scène Antoine Bourseiller, Studio des Champs-Elysées
- 1961 : L'Annonce faite à Marie de Paul Claudel, mise en scène Pierre Franck, Théâtre de l'Œuvre
- 1962 : Le Temps des cerises de Jean-Louis Roncoroni, mise en scène Yves Robert, Théâtre de l'Œuvre
- 1962 : Mon Faust de Paul Valéry, mise en scène Pierre Franck, Théâtre de l'Œuvre
- 1964 : Sainte Jeanne de George Bernard Shaw, mise en scène Pierre Franck, Théâtre Montparnasse
- 1966 : Les Justes d'Albert Camus, mise en scène Pierre Franck, Théâtre de l'Œuvre
- 1967 : Chaud et froid de Fernand Crommelynck, mise en scène Pierre Franck, Théâtre de l'Œuvre
- 1967 : Crénom d'Eugène Ionesco, mise en scène Antoine Bourseiller
- 1971 : Mon Faust de Paul Valéry, mise en scène Pierre Franck, Théâtre de la Michodière
- 1972 : Victor ou les Enfants au pouvoir de Roger Vitrac, mise en scène Jean Bouchaud, Comédie de Caen
- 1974 : La Mandore de Romain Weingarten, mise en scène Daniel Benoin, Théâtre Daniel Sorano Vincennes
- 1975 : La Visite et L'Abîme de Victor Haïm, mise en scène Jean-François Adam, Théâtre de la Gaîté-Montparnasse
- 1975 : Kennedy's Children de Robert Patrick, mise en scène Antoine Bourseiller, Théâtre Récamier
- 1976 : Kennedy's Children de Robert Patrick, mise en scène Antoine Bourseiller, Théâtre de Nice
- 1986 : Amédée ou Comment s'en débarrasser d'Eugène Ionesco, mise en scène Étienne Bierry, Théâtre de Poche Montparnasse
- 1992 : Les Parents terribles de Jean Cocteau, mise en scène Raymond Acquaviva
- 1994 : Fête Foreign de Jean-Marie Besset, mise en scène Geneviève Mnich, Théâtre de la Gaîté-Montparnasse

## Publication
- Demain, tout commence, Éditions Robert Laffont, Paris, 2008  (ISBN 9782221110157).